# Xã Madison, Quận Lackawanna, Pennsylvania
Xã Madison (tiếng Anh: Madison Township) là một xã thuộc quận Lackawanna, tiểu bang Pennsylvania, Hoa Kỳ. Năm 2010, dân số của xã này là 2.750 người.